# Tupolev Tu-80
O Tupolev Tu-80 foi um protótipo de bombardeiro soviético, como uma versão de maior alcance do Tupolev Tu-4, construído após a Segunda Guerra Mundial. Foi cancelado em 1949 em favor do programa do Tupolev Tu-85 que tinha um alcance ainda maior. O único protótipo foi utilizado em vários programas de teste antes de ser finalmente utilizado como alvo.

## Desenvolvimento
O Tu-80 foi projetado como uma versão modernizada e maior do Tu-4, com maior alcance. Isto seria obtido ao utilizar motores mais eficientes, com melhor aerodinâmica e tanques de combustível adicionais. Foi planejado para atingir um alcance de 7.000 a 8.000 km carregando uma carga máxima de bombas de 12.000 kg com uma velocidade máxima de 620 km/h (335 kn). Os trabalhos foram iniciados em Fevereiro de 1948, sendo confirmado pelo pedido feito pelo Conselho de Ministros da União Soviética em 12 de Junho de que um protótipo deveria estar pronto em Julho de 1949 para testes do estado.
A parte dianteira da fuselagem foi redesenhada com um párabrisa com estilo de avião comercial e a fuselagem por si mesma sendo aumentada em quase 4 metros, permitindo que suas baias de bombas e portas fossem aumentadas. O radar e seu operador foram movidos para o compartimento pressurizado dianteiro e o radar foi localizado na parte inferior da fuselagem com uma carenagem aerodinâmica. A asa foi também aumentada para um total de 173 m² e os dispositivos de degelo de borracha foram substituídos por um sistema de sangria de ar. As naceles do motor foram redesenhadas com seções cruzadas menores para ter menos arrasto. Originalmente, os motores Shvetsov ASh-2TK ou Dobrynin VD-3TK foram considerados, mas nenhum destes estava pronto, de forma que o Shvetsov ASh-73TKFN foi utilizado. Hélices com embandeiramento também foram utilizadas. Todas estas mudanças aumentaram a razão sustentação/arrasto para 18, contra 17 do Tu-4.
A construção do Tu-80 foi iniciada em Novembro de 1948, usando quantos componentes do Tu-4 fossem possíveis para agilizar a construção, mas o primeiro voo não ocorreu até 1 de Dezembro de 1949, após o Conselho de Ministros ter cancelado o programa em 16 de Setembro de 1949 em favor do Tu-85, que teria um desempenho muito superior. O Tu-80 tornou-se então uma aeronave de pesquisa, testando hélices de passo reversível e deformação estrutural em aeronaves pesadas. Eventualmente, foi utilizado como um alvo em um campo de treino.